# Samuel Hays
Samuel Hays (* 10. September 1783 im County Donegal, Irland; † 1. Juli 1868 in Franklin, Pennsylvania) war ein US-amerikanischer Politiker. Zwischen 1843 und 1845 vertrat er den Bundesstaat Pennsylvania im US-Repräsentantenhaus.

## Werdegang
Im Jahr 1792 kam Samuel Hays mit seiner Mutter aus seiner irischen Heimat nach Franklin in Pennsylvania. Über seine Jugend und Schulausbildung ist nichts überliefert. 1808 wurde er Kämmerer im Venango County. In diesem Bezirk fungierte er in den Jahren 1808, 1820, 1829 und 1833 als Sheriff. Zwischen 1813 und 1825 war er mehrfach Abgeordneter im Repräsentantenhaus von Pennsylvania. In den Jahren 1822 und 1839 gehörte er auch dem Staatssenat an. Hays war auch Mitglied der Staatsmiliz von Pennsylvania. In den Jahren 1841 bis 1843 bekleidete er dort den Rang eines Brigadegenerals. Politisch schloss er sich der Demokratischen Partei an.
Bei den Kongresswahlen des Jahres 1842 wurde Hays im 22. Wahlbezirk von Pennsylvania in das US-Repräsentantenhaus in Washington, D.C. gewählt, wo er am 4. März 1843 die Nachfolge von William Wallace Irwin antrat. Da er im Jahr 1844 auf eine weitere Kandidatur verzichtete, konnte er bis zum 3. März 1845 nur eine Legislaturperiode im Kongress absolvieren. Diese Zeit war von den Spannungen zwischen Präsident John Tyler und den Whigs geprägt. Außerdem wurde damals bereits über eine mögliche Annexion der seit 1836 von Mexiko unabhängigen Republik Texas diskutiert.
Nach dem Ende seiner Zeit im US-Repräsentantenhaus betätigte sich Samuel Hays in der Eisenindustrie. In der Nähe von Franklin betrieb er eine Eisenschmelze. Im Jahr 1847 wurde er US Marshal für den westlichen Teil seines Staates; 1856 wurde er beisitzender Richter am Bezirksgericht. Er starb am 1. Juli 1868 in Franklin. Sein Sohn Alexander war General im Heer der Union während des Bürgerkrieges und wurde während der Schlacht in der Wilderness getötet.